# Drago Sirovica
Drago Sirovica,  (Šibenik, 15. svibnja 1965. – kod Glamoča, 3. rujna 1995.), hrvatski astronom amater i popularizator astronomije.

## Životopis
Drago Sirovica rođen je 1965. godine u Šibeniku gdje je završio i osnovnu i srednju školu. U Šibeniku je 1977. godine imao i prvi susret s astronomijom, a tijekom studija agronomije u Zagrebu uključio se aktivno u rad AAD Zagreb i svih astronomskih aktivnosti u Hrvatskoj. Posebno je bio aktivan u pokretu "Znanost mladima" kao mentor, predavač, sudionik astronomsko-edukacijskih kampova i član komisija. Tijekom svog studija obnašao je neko vrijeme i dužnost tajnika Saveza astronomskih društava Hrvatske. Kao vrstan poznavalac metodologije opažanja i obrade podataka meteora, godinama je u Šibeniku, nakon završetka studija, organizirao sva opažanja meteora.
Kao stručnjak za to područje prve je godine održavanja Višnjanske škole astronomije 1989. godine, bio jedan od nositelja programa. Nakon toga, aktivni je sudionik mnogih aktivnosti pri Zvjezdarnici Višnjan, a posebno u rađanju lista "Nebeske krijesnice", za koje je stalno i slao vijesti iz Šibenika. Snimak vatrene kugle ili bolida, koji je u noći 13.08.1994. godine napravio s otoka Prvića obišao je svijet na naslovnici časopisa WGN. Kao agronom zaposlen u županijskom Uredu za gospodarstvo napisao je rad "Neki uzroci stagnacije poljoprivrede u žirjanskom polju" (Žirajski libar 1, str. 195-201), obrađujući otok kojeg je posjećivao još od prvog promatranja meteora 1978. Tijekom Domovinskog rata više je puta bio na prvoj crti obrane grada Šibenika. Kao vojnik 204. br. PZO, stradao je 3. rujna kod Glamoča tijekom združene akcije HV i armije BiH.